# ゆうゆ (音楽プロデューサー)
ゆうゆ（1月1日 - ）は主にVOCALOIDを使用して楽曲を制作している日本の音楽プロデューサー。インクストゥエンター所属。

## 略歴
2010年に日本クラウンより自身初のアルバム『四季彩の星』でメジャーデビューした音楽プロデューサーで、幼少期よりゲームや漫画・アニメと共に育ったため、制作する音楽にもこの影響を受けている。後に同レーベルより2枚のアルバムを発表、同時に声優・アイドル・歌手など多方面に楽曲を提供している。
また、ニコニコ動画を中心に数年に亘って動画投稿サイトに曲を投稿している。さらに、2011年11月8日に楽曲『深海少女』がニコニコ動画にて100万再生を突破、2014年には声優の大坪由佳とともに音楽ユニットsmileY inc.を結成した。

## ディスコグラフィー

### 配信限定シングル
| 発売日         | タイトル                                               |
| -------------- | ------------------------------------------------------ |
| 2022年11月3日  | ロベリアの追懐 (feat. IA)                              |
| 2022年11月3日  | 劣を編むI (feat. flower)                               |
| 2022年11月3日  | 天樂 (feat. 鏡音リン)                                  |
| 2022年11月3日  | スリープ・スカイ・ウォーク (feat. GUMI)                |
| 2022年11月3日  | 白の季節 (feat. 初音ミク)                              |
| 2022年11月3日  | さよならレトロニューワールド (feat. 初音ミク)          |
| 2022年11月3日  | 桜の季節 (feat. 初音ミク)                              |
| 2022年11月3日  | 極楽鳥 -bird of paradise- (feat. 鏡音リン)             |
| 2022年11月3日  | クローバー・クラブ (feat. 初音ミク)                    |
| 2022年11月3日  | 踊ル怪談ズ (feat. 鏡音リン)                            |
| 2022年11月3日  | エレクトロエレジー (feat. 初音ミク)                    |
| 2022年11月3日  | UltraHardAttacks of OddMusiK (feat. 初音ミク)          |
| 2022年11月3日  | アイマイ独立宣言 (feat. GUMI)                          |
| 2022年12月16日 | 深海少女 -deep sea girl- (feat. 初音ミク)              |
| 2023年1月13日  | シンパイショー (feat. 初音ミク)                        |
| 2023年2月17日  | 不朽の花 (feat. 初音ミク)                              |
| 2023年3月24日  | あの龍を討つというのなら (feat. 鏡音リン)              |
| 2023年4月30日  | 天樂 -双響- (feat. 鏡音リン & 鏡音レン)                |
| 2023年7月1日   | ネクロ・ファミリア (feat. flower)                      |
| 2023年8月13日  | 晩夏祭 (feat. 初音ミク)                                |
| 2024年3月1日   | ヨモスエ・ダンスマニア(feat.鏡音リン、Ci flower、狐子) |
| 2024年10月9日  | GALACTIX(feat. galaco BLACK (ギャラ子))                |
| 2024年10月11日 | フリーカ(feat.初音ミク)                                |
| 2025年3月5日   | おいしいゲシュタルト(feat.鏡音リン)                    |
| 2025年4月19日  | クローバー♧クラブ -C♧C-(feat.初音ミク)                 |

### アルバム
| 枚  | 発売日         | タイトル           | 規格品番   | 規格品番   | 最高位 |
| 枚  | 発売日         | タイトル           | 初回盤     | 通常盤     | 最高位 |
| --- | -------------- | ------------------ | ---------- | ---------- | ------ |
| 1st | 2010年 9月15日 | 四季彩の星         | -          | CRCP-40281 | 32位   |
| 2nd | 2012年 5月23日 | 世迷言ユニバース   | CRCP-40317 | CRCP-40318 | 48位   |
| 3rd | 2012年12月19日 | 早退系持論         | -          | CRCP-40335 | 179位  |
| 4th | 2024年2月28日  | ヴァーシュラの心臓 | SNCL-90    | SNCL-91    |        |

### 参加コンピレーション
| 発売日         | タイトル                                                                                  | 収録曲                                                 |
| -------------- | ----------------------------------------------------------------------------------------- | ------------------------------------------------------ |
| 2009年11月18日 | VOCALOIDS★X'mas ～白い夜は静寂を守ってる～                                                | ハローハロー･ハローハロー                              |
| 2010年2月3日   | EXIT TUNES PRESENTS STARDOM 3                                                             | 天樂                                                   |
| 2010年3月17日  | LOiD-02 -electronica- LOiD's TECNiCA                                                      |                                                        |
| 2010年3月17日  | LOiD-02 -postrock- LOiD's MiND                                                            |                                                        |
| 2010年7月7日   | MOMO-i REMIXES                                                                            | アキハバラブ -rocket drops mix- / momo-i feat.ゆうゆ   |
| 2011年9月21日  | Science Adventure Dance Remix                                                             |                                                        |
| 2013年12月25日 | VOCAROCK collection 5                                                                     | 沈丁花咲く頃に / ゆうゆ feat. GUMI                     |
| 2014年         | 月の詩 IV -ツキノウタ-                                                                    | そしてまた月は廻ってゆく                               |
| 2014年2月19日  | ALL VOCALOID ATTACK #2                                                                    | ロベリアの追懐 / ゆうゆ feat.IA                        |
| 2014年3月19日  | WAY TO GO! / ODOROOM MUSIC                                                                |                                                        |
| 2014年9月17日  | 初音ミク Thank you 1826 Days ～SEGA feat.HATSUNE MIKU Project 5th Anniversary Selection～ | クローバー□クラブ (Game Version)                       |
| 2015年3月11日  | HATSUNE MIKU マジカルミライ 2014 in OSAKA                                                 | 深海少女                                               |
| 2015年4月22日  | ハナヤマタ音楽集 華鳴音女                                                                 | 花雪                                                   |
| 2015年9月2日   | 初音ミク Project mirai こんぷり～と                                                       | 深海少女 feat.初音ミク クローバー□クラブ feat.初音ミク |
| 2016年1月13日  | HATSUNE MIKU マジカルミライ 2015 in 日本武道館                                            | 深海少女                                               |
| 2016年10月19日 | THE BEST of ETOTAMAX 最強プロデュース!今夜はわがにゃのクライマックス                      | さてこそ桃源郷 / 内田真礼                              |
| 2017年6月21日  | キャラクターソングシリーズ Vol.6                                                          | 群青とコントレイル / C組カンタービレ                   |
| 2017年3月15日  | EXIT TUNES PRESENTS Vocalohistory feat.初音ミク                                           | 桜の季節 深海少女                                      |
| 2017年7月5日   | VOCALOID 夢眠ネム                                                                         | カナリアのいっぽ                                       |

## 楽曲提供
注釈がない限り作詞・作曲・編曲を担当。
- Dancing Dolls
  - 共犯のメロディー(作曲)
- 鹿乃
  - rye
  - nowhere
- 三月のパンタシア
  - 群青世界（編曲）
  - 七千三百とおもちゃのユメ
- 田中美海
  - 狐草子
- 秋赤音
  - DRAGONFLY
  - SQUARE
- ぐるたみん
  - センセーション・シグナル
- ツキウタ。
  - 3月（+関連ユニット）曲担当

### アニメ
- ケムリクサ(2019年) - ED
- おしえて魔法のペンデュラム～リルリルフェアリル～ - OP・ED
- ウルトラ怪獣娘 - OP「上々↑↑GAO !!」・2期ED「Soul-ride ON!」
- アウトブレイク・カンパニー 萌える侵略者 - ED
- クビキリサイクル - OP(編曲)
- ハナヤマタ - ED
- Re:CREATORS - ED(編曲、aokadoと共同)
- 恋愛暴君 - ED
- AKIBA'S TRIP - 2話ED(編曲)
- えとたま - キャラクターソング「さてこそ桃源郷」
- 探偵はもう、死んでいる。 - 劇伴（谷ナオキ、矢野達也と共同）

### ゲーム
- SOUND VOLTEX - 「FlowerNation」
- CHUNITHM AIR - 「ImperishableNight 2006(2016Refine)」
- ガンスリンガーストラトス3 - 「Reversible Justice」
- 初音ミク -Project DIVA- - 複数曲提供
- ガールフレンド(♪) - 「群青とコントレイル」
- SEVEN's CODE - ｢破壊オルトリズム｣
- プロジェクトセカイ カラフルステージ! feat. 初音ミク-Leo/needの楽曲「レグルス」

### その他
- ローソン - ほかほかおでんのうた
- すしあざらす - キミだけがすしっ!!